# August Haut

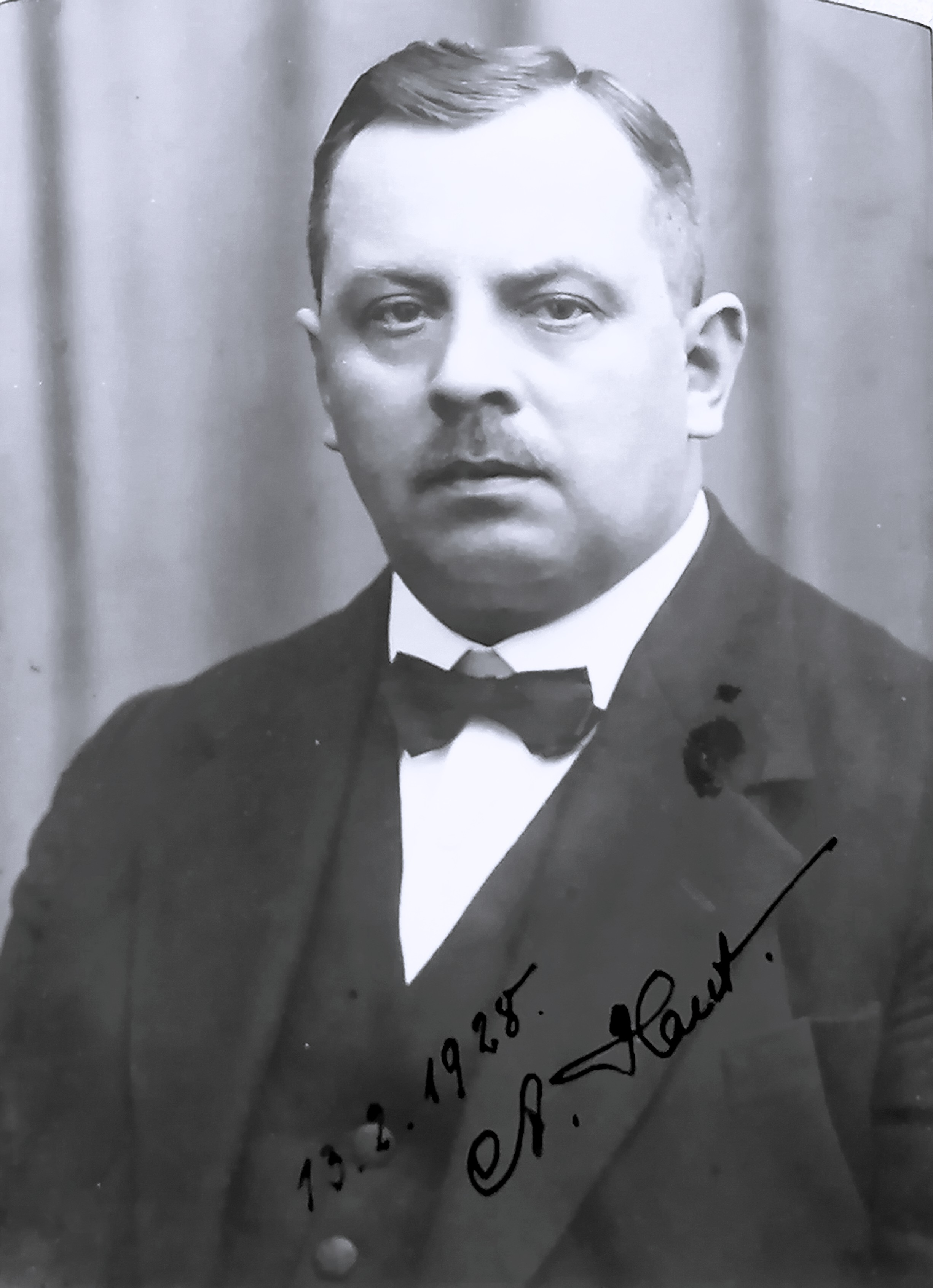
Senator August Haut

August Hans Carl Friedrich Max Haut (* 25. April 1881 in Ribnitz; † 24. März 1958 in Lübeck) war ein deutscher Politiker (SPD). Er war zur Zeit der Weimarer Republik Mitglied der Bürgerschaft und später Senator für Arbeit und Wohlfahrt. Von 1947 bis 1950 war er Abgeordneter im Landtag von Schleswig-Holstein.

## Leben
Nachdem er die Volksschule abgeschlossen hatte, machte August Haut eine kaufmännische Lehre. Er wurde 1905 Mitglied einer freien Gewerkschaft und trat im Jahr darauf in die SPD ein. Vor 1914 war Haut u. a. als Handelsarbeiter und Hausdiener tätig. Er nahm von 1914 bis 1918 als Soldat am Ersten Weltkrieg teil und beendete den Krieg als Schwerkriegsbeschädigter.
Im November 1918 wurde Haut Präsidialmitglied des Arbeiter- und Soldatenrats in Lübeck. Ab 1919 war er zunächst beruflich als Lagerhalter für den Konsumverein in Lübeck tätig, ab 1921 dann als Geschäftsführer und von 1924 bis 1928 als Handelskontrolleur des Konsumvereins. Haut war von 1919 bis 1928 für vier Legislaturperioden Mitglied der Lübecker Bürgerschaft, zur damaligen Zeit das eigenständige Landesparlament der Freien und Hansestadt Lübeck. Ab 1922 war er Fraktionsvorsitzender der SPD in der Bürgerschaft und Lübecker SPD-Vorsitzender. In der Bürgerschaft war er 1926 Wortführer und 1927 stellvertretender Wortführer. Er gehörte ab 1924 dem Verwaltungsrat der Lübecker Kreditanstalt an und war von 1927 bis 1933 und wieder von 1945 bis 1957 Mitglied des Aufsichtsrates der Lübecker Hypothekenbank.
Im Februar 1928 wurde Haut Lübecker Senator für Arbeit und Wohlfahrt, er blieb es bis März 1933, als die Weimarer Republik durch den Beginn der nationalsozialistischen Diktatur endete. Unter dem NS-Regime wurde Haut mehrmals inhaftiert.
Nach dem Ende des Zweiten Weltkriegs konnte Haut sich wieder politisch betätigen. Im August 1945 wurde er von der britischen Militärregierung als kommissarischer Leiter der Sozialverwaltung in Lübeck eingesetzt und blieb bis 1946 in diesem Amt. Bei den ersten schleswig-holsteinischen Landtagswahlen im Jahr 1947 wurde er als Direktkandidat der SPD im Wahlkreis 39 (Lübeck III) in den Landtag gewählt, dem er vom 8. Mai 1947 bis zum 31. Mai 1950 angehörte.